# SN 2006bo
SN 2006bo – supernowa typu IIn odkryta 5 kwietnia 2006 roku w galaktyce UGC 11578. W momencie odkrycia miała maksymalną jasność 17,60m.